# Edmar Aparecido
Edmar Aparecido Galovskyi de Lacerda ou simplesmente Edmar (Mogi das Cruzes, 16 de junho de 1980), é um ex-futebolista brasileiro. Iniciou sua carreira nas categorias de base do Independente-SP. Edmar é cidadão naturalizado ucraniano desde 3 de março de 2011.
Recentemente, casou-se com uma mulher ucraniana.

## Seleção ucraniana
Naturalizado pelo país onde obteve sucesso futebolístico, Edmar foi fundamental na vitória ucraniana por 2–0 sobre a França. Ao ser responsável pelas duas assistências que resultaram em gols, o jogador pode ter aproximado a seleção do Leste Europeu de sua segunda Copa do Mundo, em detrimento da participação dos Le Bleus.
Devido à sua naturalização, em julho de 2014, com a tensão política na Ucrânia, o jogador foi convocado para o exército local. Apesar de tudo, o brasileiro crê que tudo terá um melhor destino. Segundo ele próprio: "Minha esposa estava com muito medo, mas eu tranquilizei-a. Vai ficar tudo bem, vou voltar a treinar e em breve começará o campeonato."